# 莱韦克堡
莱韦克堡（法語：Château-l'Évêque，法語發音：[ʃato levɛk]），又称埃韦克堡，是法国多尔多涅省的一个市镇，位于该省东北部，属于佩里格区。莱韦克堡站是利摩日和佩里格之间的重要一站。

## 地理
莱韦克堡（45°14'43"N, 0°41'8"E）面积35.68 平方千米，位于法国新阿基坦大区多爾多涅省，该省份为法国西南部内陆省份，是法國本土面积第三大的省，大致对应佩里戈尔地区，北起顺时针与夏朗德省、上维埃纳省、科雷兹省、洛特省、洛特-加龙省、吉倫特省和滨海夏朗德省接壤。
与莱韦克堡接壤的市镇（或旧市镇、城区）包括：阿戈纳克、比拉、尚瑟维内勒、尚斯拉德、拉沙佩勒戈纳盖、佩里格、比萨克、佩里戈尔地区布朗托姆、佩里戈尔地区布朗托姆。

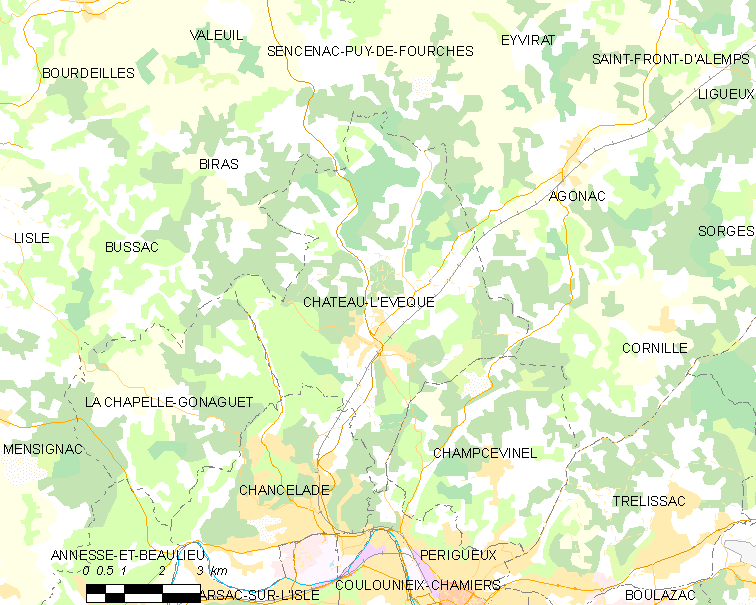
莱韦克堡的OSM定位图

莱韦克堡的时区为UTC+01:00、UTC+02:00（夏令时）。

## 行政
莱韦克堡的邮政编码为24460，INSEE市镇编码为24115。

## 政治
莱韦克堡所属的省级选区为特雷利萨克县。

## 人口

1962-2008年间莱韦克堡人口变化图示

莱韦克堡于2022年1月1日时的人口数量为2162人。